# Воловик, Владимир Иванович
Владимир Иванович Воловик (укр. Володимир Іванович Воловик; род. 1941) — советский и украинский тренер; Заслуженный тренер Украины, Заслуженный работник физической культуры и спорта Украины, Почётный гражданин города Никополя.

## Биография
Занимался спортивной гимнастикой под руководством Валерия Лущика; оставил этот вид спорта и начал заниматься легкой атлетикой под руководством Владимира Бредихина.
После окончания Никопольского металлургического техникума поступил в Львовский институт физической культуры (ныне Львовский государственный университет физической культуры), где его преподавателем был Евгений Сюч, который первым в мире придумал новый стиль в метании молота — с четырёх оборотов. После окончания института работал в запорожском спортивном клубе «Стрела», где его первый ученик — Степанов, которого Воловик перевёл с метания диска на метание молота, получил звание Мастера спорта СССР.
В 1964 году Владимир Воловик проходил военную службу в Молдавской ССР, во время которой три раза становился чемпионом Молдавии в толкании ядра и метании молота. После демобилизации вернулся в Никополь и стал работать в ДЮСШ спортивного клуба «Электрометаллург». Среди наград В. И. Воловика — высшее отличие Никопольского завода ферросплавов, которому принадлежит этот клуб — нагрудный знак «Честь и слава».
В 2004 году Воловику была назначена государственная стипендия как выдающемуся деятелю физической культуры и спорта Украины.
За более чем 55 лет трудового стажа на его счету Владимира Воловика восемь Олимпийских игр. Среди его учеников — 9 мастеров спорта международного класса, 20 мастеров спорта, 2 заслуженных тренера Украины, 9 членов Олимпийской сборной команды СССР и множество чемпионов Украины. В их числе:
- Юрий Седых и Елена Антонова — призёры Олимпийских игр;
- Валерий Решетников — Мастер спорта международного класса, Заслуженный тренер Украины;
- Андрей Фатеев — Заслуженный тренер Украины, Заслуженный работник физической культуры и спорта;[4]
- Алёна Шамотина — чемпионка мира среди юниорок в метании молота, Мастер спорта Украины международного класса.[5]
- Вадим Грабовой — чемпион мира среди юниоров[6].

### Личная жизнь
Воловик увлекается литературой, его любимые писатели — Омар Хайям, Роберт Бёрнс и Уильям Шекспир. Его сын занимался спортом, оставил его после ухода в армию, затем — работник в пресс-службе Днепропетровского областного управления СБУ.